# Chivu Stoica
Chivu Stoica (ur. 8 sierpnia 1908 w Smeeni, zm. 18 lutego 1975 w Bukareszcie) – rumuński polityk komunistyczny.

## Życiorys
Stoica urodził się w Smeeni w Okręgu Buzău jako szóste dziecko oracza. W wieku 12 lat opuścił rodzinny dom i rozpoczął praktyki w Căile Ferate Române, rumuńskich kolejach państwowych. W 1921 r. przeprowadził się do Bukaresztu, gdzie pracował jako kotlarz w zakładach Nicolae Malaxy. Tam spotkał Gheorghe'a Vasilichi, który zrekrutował go do Rumuńskiej Partii Komunistycznej.
Wiosną 1931, Stoica rozpoczął pracę w zakładach naprawczych taboru kolejowego w Bukareszcie-Grivițy, gdzie spotkał Gheorghe'a Gheorghiu-Deja, Vasile Lukę i Constantina Donceę. Byli wśród organizatorów strajku robotników warsztatów w lutym 1933 r. 20 sierpnia 1934, został skazany na 12 lat ciężkich robót za organizację tego protestu.
Od 1945 do 1975 należał do Komitetu Centralnego Rumuńskiej Partii Komunistycznej i Politbiura. Od 21 października 1955 do 21 marca 1961 premier Rumunii. W latach 1965–1967 Przewodniczący Rady Państwa Socjalistycznej Republiki Rumuńskiej. W późniejszych latach popadł
w niełaskę u Nicolae Ceaușescu i jego żony Eleny. 18 lutego 1975 popełnił samobójstwo strzelając sobie w głowę ze sztucera, jednak wątpliwości wokół jego śmierci pozostają do dziś dnia.